# Снежноягодник мелколистный
Снежноя́годник мелколи́стный (лат. Symphoricárpos microphýllus) — листопадный кустарник, вид рода Снежноягодник (Symphoricarpos) семейства Жимолостные (Caprifoliaceae).

## Ареал
Снежноягодник мелколистный распространён в Северной Америке — Мексике, Гватемале, Нью-Мексико. Иногда встречается на высоте до 3200 м над уровнем моря. Самый южный вид рода.

## Ботаническое описание
- Сильно ветвистый кустарник высотой до 2—3 м. Побеги опушённые, нередко почти войлочные. Кора продольно-лущащаяся серого цвета.
- Листья 1—2,5 см длиной и 0,7—1,5 см шириной, яйцевидные, с клиновидным основанием, к концу заострённые, сверху тёмно-зелёные, голые или слабо опушённые, снизу опушённые, бледно-зелёного цвета. Черешки опушённые, 1—3 мм длиной.
- Цветки собраны в пазухах листьев или на конце побега в короткие малоцветковые кисти. Прицветники в числе 2. Чашечка острозубчатая, опушённая или голая. Венчик розового цвета, 0,9—1 см длиной, внутри опушённый, узколоколокольчатой или иногда трубчатой формы. Тычинки в количестве 5, пыльники в два раза короче нитей. Пестик с голым столбиком 4—5 мм длиной и головчатым рыльцем.
- Плоды шаровидной формы, 0,7—0,9 см в диаметре, белого цвета, иногда с розоватым оттенком, просвечивающие. Косточки яйцевидные, плоские, с обоих концов притупленные, 3×2 мм.
- Цветёт в августе—сентябре.

## Таксономия
Вид Снежноягодник мелколистный входит в род Снежноягодник (Symphoricarpos) семейства Жимолостные (Caprifoliaceae) порядка Ворсянкоцветные (Dipsacales).
|  |                                      |  |                                                             |                                                             |                       |  | ещё 6 семейств (согласно Системе APG II) | ещё 6 семейств (согласно Системе APG II) |                                |  |  |  | ещё около 15 видов |
|  |                                      |  |                                                             |                                                             |                       |  | ещё 6 семейств (согласно Системе APG II) | ещё 6 семейств (согласно Системе APG II) |                                |  |  |  | ещё около 15 видов |
|  |                                      |  |                                                             | порядок Ворсянкоцветные                                     |                       |  |                                          |                                          | род Снежноягодник              |  |  |  |                    |
|  |                                      |  |                                                             | порядок Ворсянкоцветные                                     |                       |  |                                          |                                          | род Снежноягодник              |  |  |  |                    |
|  | отдел Цветковые, или Покрытосеменные |  |                                                             |                                                             | семейство Жимолостные |  |                                          |                                          | вид Снежноягодник мелколистный |  |  |  |                    |
|  | отдел Цветковые, или Покрытосеменные |  |                                                             |                                                             | семейство Жимолостные |  |                                          |                                          |                                |  |  |  |                    |
|  |                                      |  | ещё 44 порядка цветковых растений (согласно Системе APG II) | ещё 44 порядка цветковых растений (согласно Системе APG II) |                       |  |                                          | ещё 4 рода                               | ещё 4 рода                     |  |  |  |                    |
|  |                                      |  |                                                             | ещё 44 порядка цветковых растений (согласно Системе APG II) |                       |  |                                          |                                          | ещё 4 рода                     |  |  |  |                    |